# Sentimento antigiapponese

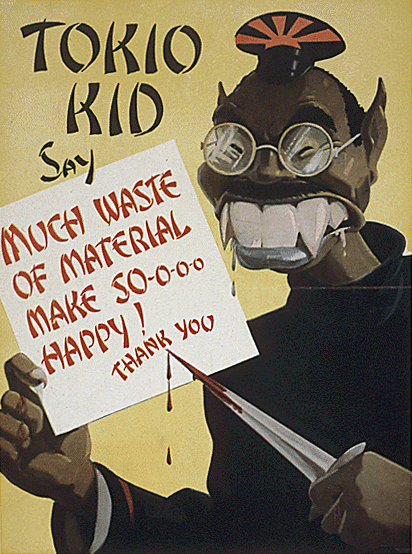
Manifesto di propaganda antigiapponese diffuso negli Stati Uniti durante la seconda guerra mondiale. Il ragazzo di Tokyo dice "Il gran spreco di materiale [mi] rende moooolto felice. Grazie"

Il sentimento antigiapponese, Nippofobia o pregiudizio contro i giapponesi è definito come un insieme di idee, rifiuto, discriminazione, diffidenza e ostilità verso il Giappone, la cultura giapponese e di riflesso verso i suoi abitanti. Il suo opposto è la nippofilia, ossia l'ammirazione della civiltà nipponica e del popolo giapponese.

## Storia
Tale bias parte dalla semplice disapprovazione socio/politica, fino alla discriminazione e al razzismo verso i soggetti, oltre che al disprezzo per la cultura del paese del Sol Levante. Negli Stati Uniti d'America questo sentimento si è sviluppato soprattutto in seguito agli eventi di Pearl Harbor. La disumanizzazione è stata alimentata dalla propaganda anti-giapponese dei governi alleati durante la seconda guerra mondiale; la propaganda era spesso di carattere razzialmente denigratorio. Il sentimento anti-giapponese potrebbe essere più forte in Corea e in Cina, a causa delle atrocità commesse dall'esercito imperiale giapponese.
Nel passato, il sentimento anti-giapponese era caratterizzato da insinuazioni sul fatto che il popolo giapponese fosse come quello barbaro. In seguito alla rivoluzione Meiji del 1868, il Giappone fu intenzionato ad adottare modi occidentali nel tentativo di unirsi all'Occidente come potenza imperiale industrializzata, ma la mancanza di accettazione dei giapponesi in Occidente complicò l'integrazione e l'assimilazione.
Mentre le passioni si sono in un qualche modo stabilizzate dopo la resa del Giappone nella seconda guerra mondiale, gli animi continuano a divampare a volte sulla percezione diffusa che il governo giapponese abbia fatto penitenza insufficiente per le loro atrocità passate, o abbia cercato di mascherare la storia di questi eventi. Ancora oggi, nonostante il governo giapponese abbia attuato alcune misure compensative, il sentimento anti-giapponese continua basandosi su animosità storiche e nazionaliste legate all'militarismo giapponese e ai crimini di guerra compiuti dall'esercito imperiale giapponese. Il ritardo del Giappone nello sgomberare più di 700,000 (secondo il governo giapponese) armi chimiche potenzialmente letali e contaminanti per l'ambiente sepolte in Cina alla fine della seconda guerra mondiale è un'altra causa che alimenta il sentimento anti-giapponese.
Periodicamente, le persone in Giappone stimolano la critica esterna. Ad esempio, l'ex primo ministro Junichiro Koizumi è stato pesantemente criticato dalla Corea del Sud e dalla Cina per aver reso omaggio ogni anno ai caduti di guerra nel santuario Yasukuni, il quale custodisce tutti coloro che hanno combattuto e sono morti per il Giappone durante la seconda guerra mondiale, tra cui 1,068 criminali di guerra condannati. Alcuni gruppi nazionalisti di destra hanno prodotto libri di storia che nascondono le atrocità giapponesi e le ricorrenti controversie su questi libri attirano occasionalmente l'attenzione straniera ostile.
Tale sentimento ha assunto anche la forma di un'avversione al modello capitalistico giapponese. Esso si può anche presentare come forma specifica di xenofobia. Non va tuttavia scambiato il sentimento antigiapponese come un generico sentimento tipico del soggetto occidentale: vi sono pregiudizi similari anche in Cina o nella Corea del Sud.
Alcuni sentimenti anti-giapponesi derivano dall'utilizzo di pratiche commerciali adottate da alcune società giapponesi, come ad esempio il dumping.

## Stati Uniti

### Pre-seconda guerra mondiale
Negli Stati Uniti, il sentimento anti-giapponese ebbe origine molto prima dello scoppio della seconda guerra mondiale. Alla fine del XIX secolo, gli immigrati asiatici furono sottoposti a pregiudizi razziali negli Stati Uniti. Furono approvate delle leggi che discriminavano apertamente gli asiatici, in particolare i giapponesi. Molte di queste leggi affermavano che gli asiatici non potevano diventare cittadini statunitensi e affermavano anche che agli asiatici non potevano essere concessi diritti fondamentali come il diritto di possedere la terra. Queste leggi erano molto dannose per gli immigrati appena arrivati visto che gli veniva negato il diritto di possedere la terra, molti di essi che erano agricoltori erano costretti a diventare lavoratori migranti. Alcuni citano la formazione della Asiatic Exclusion League come l'inizio del movimento anti-giapponese in California.
Il razzismo anti-giapponese e la credenza nel pericolo giallo in California si intensificarono dopo la vittoria giapponese sull'Impero russo durante la guerra russo-giapponese. L'11 ottobre 1906, il distretto scolastico di San Francisco approvò un regolamento in base al quale i bambini di origine giapponese sarebbero stati tenuti a frequentare scuole separate razzialmente segregate. Gli immigrati giapponesi costituivano allora circa l'1% della popolazione della California, molti di loro erano venuti in seguito al trattato del 1894 in cui sanciva la libera migrazione dal Giappone.
L'invasione giapponese della Manciuria in Cina nel 1931, fu fortemente criticata negli Stati Uniti. Inoltre, gli sforzi dei cittadini indignati per le atrocità giapponesi, come il massacro di Nanchino, portarono a chiedere l'intervento economico americano per incoraggiare il Giappone a lasciare la Cina. Le chiamate svolsero un ruolo cruciale nel plasmare la politica estera americana. Mentre rapporti sempre più sfavorevoli sulle azioni compiute dai giapponesi venivano portati all'attenzione dal governo americano, gli embarghi sul petrolio e su altre forniture furono posti sul Giappone per preoccupazione verso il popolo cinese ma soprattutto per gli interessi americani nel Pacifico. Oltre a ciò, l'opinione pubblica degli euroamericani era più a favore della Cina piuttosto che del Giappone, come ad esempio, con la campagna popolare per le donne di smettere di comprare calze di seta perché il materiale veniva procurato dal Giappone attraverso le sue colonie.
Quando scoppiò la seconda guerra sino-giapponese nel 1937, l'opinione pubblica occidentale era decisamente pro-Cina, con testimonianze oculari di giornalisti occidentali sulle atrocità commesse contro i civili cinesi che rafforzavano ulteriormente il sentimento anti-giapponese. I sentimenti afroamericani potrebbero essere stati molto diversi da quelli tradizionali e includevano organizzazioni come il Pacific Movement of the Eastern World, abbreviato in PMEW, il quale prometteva uguaglianza sociale e distribuzione della terra sotto il dominio giapponese. Il PMEW aveva migliaia di membri che speravano di prepararsi alla liberazione dalla supremazia bianca con l'arrivo dell'Esercito imperiale giapponese.

### Seconda guerra mondiale

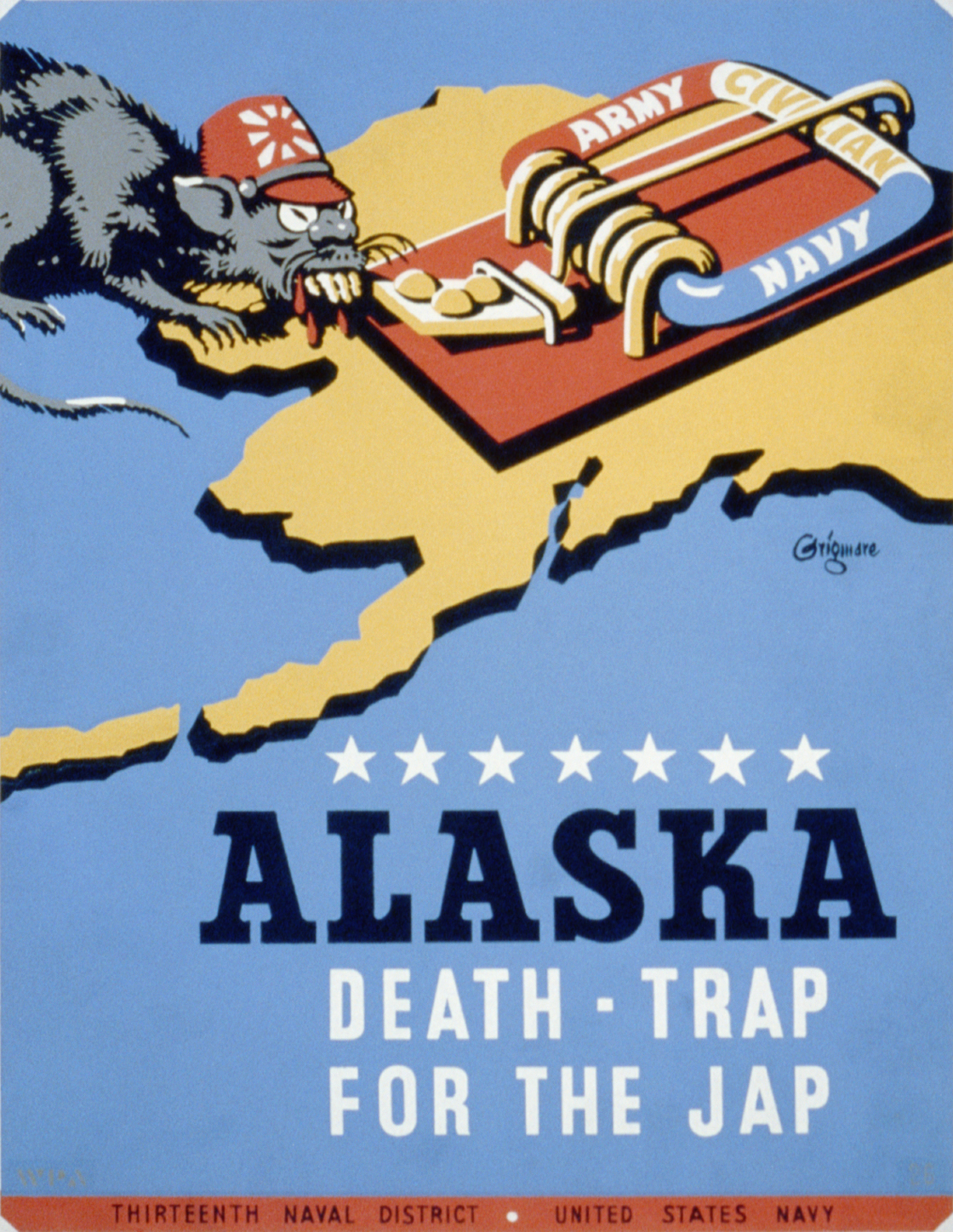
Manifesto statunitense di propaganda antigiapponese in riferimento all'occupazione giapponese delle isole dell'Alaska durante la campagna delle Isole Aleutine.

La causa più profonda del sentimento anti-giapponese al di fuori dell'Asia ebbe inizio con l'attacco giapponese a Pearl Harbor, il quale spinse gli Stati Uniti ad entrare nella seconda guerra mondiale. Gli americani dopo aver subito l'attacco si unificarono, per combattere l'Impero giapponese e i suoi alleati: la Germania nazista e il Regno d'Italia.
L'attacco a sorpresa a Pearl Harbor senza una dichiarazione di guerra era comunemente considerato un atto di tradimento e vigliaccheria. Dopo l'attacco, molte "licenze di caccia ai giapponesi" non governative si diffusero in tutto il paese. La rivista Life pubblicò un articolo su come distinguere i giapponesi dai cinesi descrivendo le forme dei loro nasi e la statura dei loro corpi. Inoltre, la condotta giapponese durante la guerra fece ben poco per sedare il sentimento anti-giapponese. Le fiamme dell'oltraggio furono alimentate per via del terribile trattamento riservato agli americani e ad altri prigionieri di guerra. Gli oltraggi dell'esercito giapponese comprendevano l'omicidio di prigionieri di guerra, l'uso dei prigionieri di guerra nel lavoro forzato da parte delle industrie giapponesi, la marcia della morte di Bataan, gli attacchi kamikaze alle navi alleate, le atrocità commesse sull'isola di Wake e altri orrori commessi altrove.

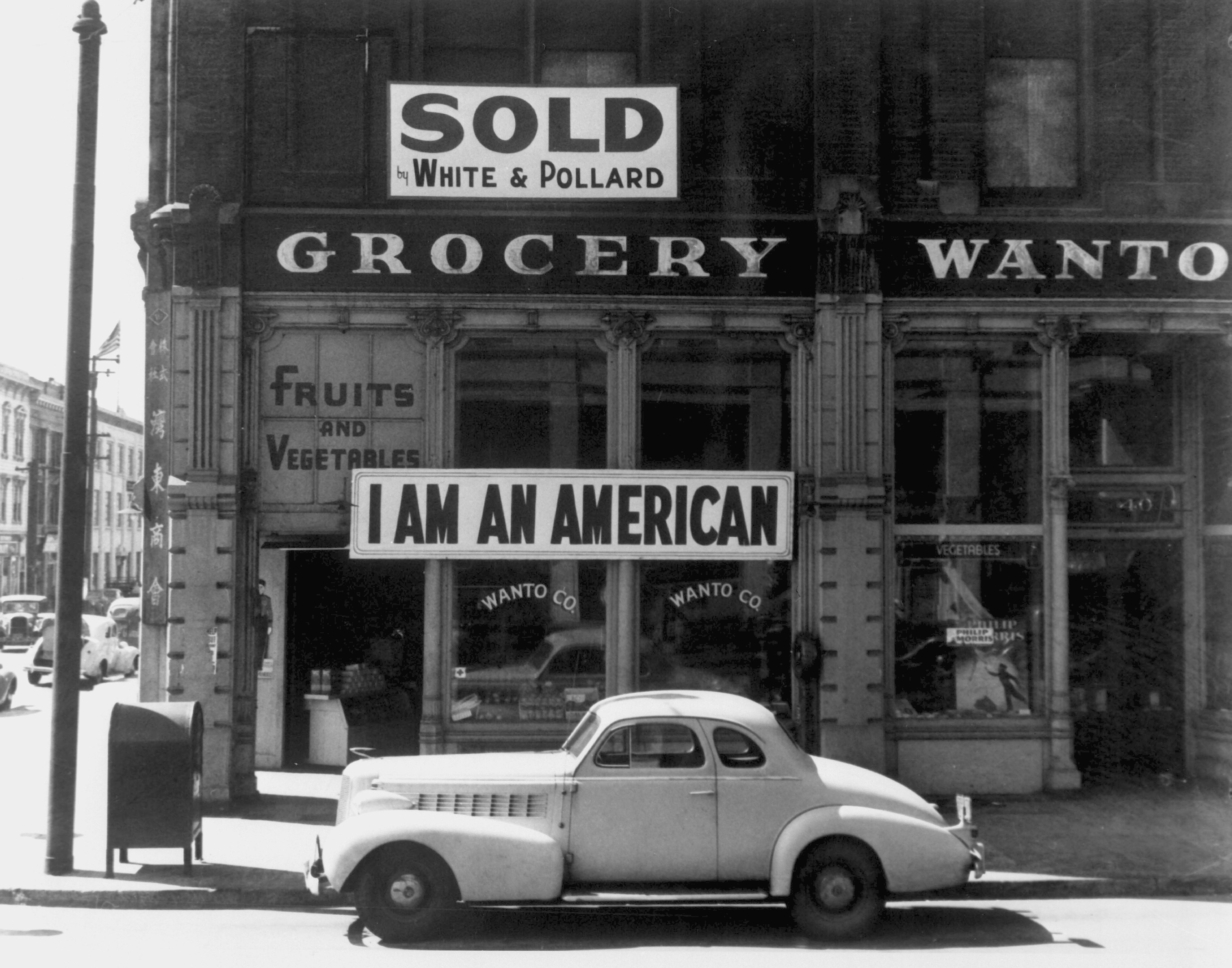
Un nippo-americano appese questo striscione il giorno dopo l'attacco di Pearl Harbor, ma in seguito fu arrestato. Questa fotografia di Dorothea Lange fu scattata a marzo 1942, poco prima dell'internamento dei giapponesi negli Stati Uniti.

Lo storico statunitense James J. Weingartner attribuisce il numero molto basso di prigionieri di guerra giapponesi a due fattori chiave: una riluttanza giapponese ad arrendersi e una diffusa convinzione americana che i giapponesi fossero 'animali' o 'subumani' e indegni del normale trattamento accordato ai prigionieri. Quest'ultimo ragionamento è sostenuto dallo storico britannico Niall Ferguson il quale dice che: "Le truppe alleate spesso vedevano i giapponesi nello stesso modo in cui i tedeschi consideravano i russi, utilizzando il termine Untermensch". Weingartner credeva che questo spiegasse perché solo 604 prigionieri giapponesi erano vivi nei campi di prigionia alleati ad ottobre 1944. Ulrich Straus, un iamatologo statunitense, scrisse che le truppe al fronte odiavano intensamente il personale militare giapponese e non erano facilmente persuase nel proteggere i prigionieri, poiché credevano che il personale alleato che si arrendeva non avesse "alcuna pietà" da parte dei giapponesi.
I soldati alleati credevano che i soldati giapponesi fossero inclini a fingere la resa per lanciare attacchi a sorpresa. Pertanto, secondo Straus: "gli alti ufficiali si opposero alla presa di prigionieri, per il fatto che esponeva inutilmente le truppe americane a rischi."

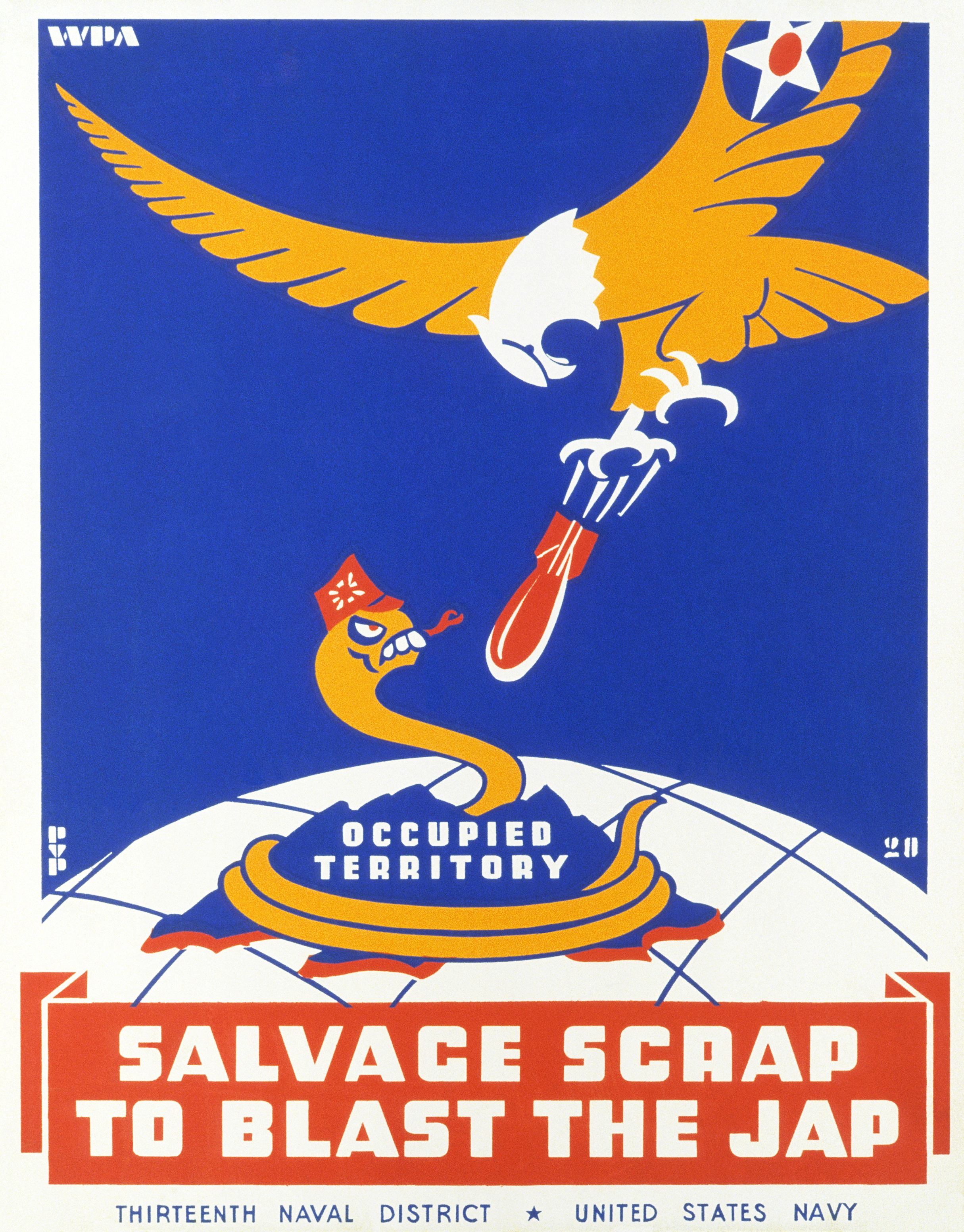
Questo manifesto di propaganda americana della seconda guerra mondiale fu prodotto sotto la Works Progress Administration.

Si stima che tra i 112.000 e i 120.000 migranti giapponesi e nippo-americani provenienti della West Coast siano stati internati indipendentemente dalla loro attitudine nei confronti degli Stati Uniti o del Giappone. Furono detenuti per tutta la durata della guerra negli Stati Uniti continentali. Solamente in pochi della grande popolazione giapponese delle Hawaii furono trasferiti nonostante la vicinanza alle aree militari vitali.
Un sondaggio d'opinione del 1944 ha rilevato che il 13% dell'opinione pubblica statunitense sosteneva il genocidio di tutti i giapponesi. Daniel Goldhagen nel suo libro dice che: "Non è una sorpresa che gli americani abbiano perpetrato e sostenuto massacri di massa, come ad esempio i bombardamenti di Tokyo o gli inceneritori nucleari, per la salvezza di vite americane e di dare ai giapponesi ciò che meritavano".
Weingartner sosteneva che c'era una causa comune tra la mutilazione dei morti della guerra con il Giappone e la decisione di bombardare Hiroshima e Nagasaki. Secondo Weingartner, entrambe le decisioni furono in parte il risultato della disumanizzazione del nemico: "L'immagine diffusa dei giapponesi come sub-umani costituì un contesto emotivo che fornì un'altra giustificazione per le decisioni che provocarono la morte di centinaia di migliaia di persone". Due giorni dopo il bombardamento di Nagasaki, l'allora presidente degli Stati Uniti Harry Truman dichiarò che: "L'unica lingua che sembrano comprendere è quella che abbiamo usato per bombardarli. Quando hai a che fare con una bestia devi trattarla come tale. È molto deplorevole ma è comunque la verità."

### Dopoguerra
Negli anni 1970 e 1980, il declino dell'industria pesante negli Stati Uniti ha provato licenziamenti e rallentamenti nelle assunzioni nel mentre le imprese omologhe in Giappone si stavano ampliando anche nei mercati statunitensi. Tutto ciò era notevolmente più visibile nell'industria automobilistica in cui il Big Three statunitense, formato rispettivamente da Chrysler, Ford e General Motors, guardavano come i loro ex clienti acquistavano importazioni giapponesi da Honda, Subaru, Mazda e Nissan a causa della crisi petrolifera del 1973 e della crisi energetica del 1979. Quando le case automobilistiche giapponesi stavano stabilendo i loro ampliamenti negli Stati Uniti e in Canada, Isuzu, Mazda e Mitsubishi avevano partnership congiunte con un produttore Big Three (GM, Ford e Chrysler), in cui i suoi prodotti venivano venduti come vincolati. Il sentimento anti-giapponese si rifletteva nei sondaggi d'opinione dell'epoca e nei ritratti dei media. In alcune manifestazioni estreme anti-giapponesi ci fu una distruzione pubblica di automobili giapponesi, mentre nel 1982, l'omicidio di Vincent Chin, un sino-americano che fu picchiato a morte dopo essere stato scambiato per giapponese.
La nippofobia fu intenzionalmente incitata dai politici statunitensi come parte di una politica partigiana progettata per attaccare la presidenza di Ronald Reagan.
Altri accordi altamente simbolici, tra cui la vendita di famosi simboli commerciali e culturali americani come la Columbia Records, la Columbia Pictures, la 7-Eleven e l'edificio del Rockefeller Center alle aziende giapponesi, alimentarono ulteriormente il sentimento anti-giapponese.
La cultura popolare del periodo rifletteva la crescente sfiducia degli americani nei confronti del Giappone. Nelle pellicole futuristiche come Ritorno al futuro - Parte II e RoboCop 3, spesso gli americani lavoravano precariamente sotto i superiori giapponesi. Nel film Blade Runner viene mostrata una Los Angeles futuristica chiaramente sotto la dominazione giapponese, con una popolazione e una cultura maggiormente giapponese, probabilmente potrebbe essere un riferimento al mondo alternativo presentato nel romanzo ucronico La svastica sul sole di Philip K. Dick, lo stesso autore su cui si basa il film in cui il Giappone aveva vinto la seconda guerra mondiale. La critica venne mossa anche in molti romanzi dell'epoca. L'autore Michael Crichton scrisse Sol levante, un romanzo giallo (trasposto in seguito come un lungometraggio) che coinvolge uomini d'affari giapponesi negli Stati Uniti. Allo stesso modo, nel romanzo thriller tecnologico, Debito d'onore di Tom Clancy, lo scrittore implica che la prosperità del Giappone sia stata causata principalmente da condizioni commerciali ineguali e ha ritratto i leader aziendali giapponesi che agiscono in una cabala assetata di potere.
Marie Thorsten sostiene che la nippofobia si sia mescolata con la nippofilia durante i momenti di massimo dominio economico del Giappone negli anni 1980. La paura del Giappone divenne un punto di incontro per il tecno-nazionalismo, l'imperativo di essere i primi al mondo in matematica, scienze e altre misure quantificabili di forza nazionale necessarie ad aumentare la supremazia tecnologica ed economica. Con il fenomeno del "Japan bashing" che ebbe origine insieme all'immagine di un Giappone come superumano, il quale imitava in qualche modo l'immagine dell'Unione Sovietica dopo aver inviato il primo satellite nello spazio Sputnik nel 1957, entrambi gli eventi puntarono i riflettori sull'educazione americana.
Gli stessi burocrati statunitensi spinsero volutamente questa analogia. Nel 1982, Ernest Boyer, un ex commissario americano dell'istruzione dichiarò pubblicamente: "Ciò di cui abbiamo bisogno è un altro Sputnik, in modo da riavviare l'istruzione americana", disse inoltre che "forse quello che dovremmo fare è convincere i giapponesi a mettere in orbita una Toyota". Il Giappone era sia una minaccia che un modello per lo sviluppo delle risorse umane nell'istruzione e nella manodopera, che si fuse con l'immagine degli asioamericani come una minoranza.
Sia l'animosità che la super-umanizzazione raggiunsero il culmine negli anni 1980, quando il termine "Japan bashing" divenne popolare, ma alla fine degli anni 1990 il fenomeno già era in gran parte svanito. Se negli anni 1990, ci fu il declino economico del Giappone, conosciuto come il decennio perduto, dall'altra parte ci fu un'impennata dell'economia statunitense con la diffusione pubblica di Internet, che ha in gran parte affollato il sentimento anti-giapponese dai mass media.

## Europa

### Francia
L'emittente radiotelevisivo pubblico giapponese, la NHK fornisce un elenco di rischi per la sicurezza all'estero per i viaggi, agli inizi del 2020, ha elencato la discriminazione anti-giapponese come un rischio per la sicurezza nei viaggi in Francia e in altri paesi europei, probabilmente a causa dei timori per la pandemia di COVID-19 e altri fattori. I segnali di un crescente sentimento anti-giapponese in Francia include un aumento degli incidenti anti-giapponesi segnalati da cittadini giapponesi, l'essere derisi per strada ed essere rifiutati dal taxi, inoltre almeno un ristorante giapponese è stato vandalizzato. Un gruppo di studenti giapponesi durante un viaggio di studio a Parigi ha ricevuto abusi dalle persone locali. Un altro gruppo di cittadini giapponesi sono state vittime di un'aggressione con acido, il quale ha spinto l'ambasciata giapponese e il Ministero degli affari esteri giapponese ad emettere un avvertimento ai cittadini giapponesi in Francia, esortandoli alla prudenza. A causa della crescente discriminazione, un presentatore televisivo giapponese a Parigi disse che è meglio non parlare giapponese in pubblico o indossare un abito giapponese come il kimono. I giapponesi sono anche soggetti a molti stereotipi dell'industria dell'intrattenimento francese che ha consolidato un'immagine generale, spesso negativa.

### Germania
Secondo il Ministero degli affari esteri giapponese, il sentimento anti-giapponese e la discriminazione sono aumentati in Germania, soprattutto quando la pandemia di COVID-19 ha iniziato ad affliggere il paese. Le fonti dei media hanno riportato un aumento del sentimento anti-giapponese in Germania, alcuni residenti giapponesi affermano che il sospetto e il disprezzo nei loro confronti siano notevolmente aumentati. In linea con questi sentimenti, c'è stato un aumento di incidenti anti-giapponesi come ad esempio, una squadra di calcio che ha cacciato tutti i tifosi giapponesi dal loro stadio per paura del coronavirus, i locali che lanciano uova crude nelle case dei giapponesi e un aumento generale del livello di molestie verso i residenti giapponesi.

### Regno Unito
Nel 1902, il Regno Unito firmò un accordo formale con il Giappone. Tuttavia, l'alleanza anglo-giapponese fu interrotta soprattutto nel 1923, mentre dal 1930 i legami bilaterali divennero particolarmente tesi quando la Gran Bretagna si oppose all'espansione militare del Giappone. Durante la seconda guerra mondiale, la propaganda anti-giapponese britannica, come per la sua controparte americana, presentava contenuti che esageravano grottescamente le caratteristiche fisiche dei giapponesi, se non addirittura li raffiguravano come i ragni. Nel dopoguerra, gran parte del sentimento anti-giapponese in Gran Bretagna si era concentrato sul terribile trattamento dei prigionieri di guerra britannici, come viene narrato nel film Il ponte sul fiume Kwai del 1957.

### Russia
L'Impero russo uscì profondamente umiliato dalla guerra russo-giapponese. In seguito alla vittoria giapponese nel 1905, il Giappone fermò le ambizioni espansionistiche della Russia in Oriente. Alla fine della guerra civile russa, il Giappone si unì alle forze interventiste alleate che aiutarono a occupare Vladivostok fino a ottobre 1922 con un governo fantoccio guidato da Grigorij Michajlovič Semënov. Alla fine della seconda guerra mondiale, l'Armata Rossa accettò la resa di quasi 600.000 prigionieri di guerra giapponesi dopo che l'Imperatore Hirohito annunciò la resa del Giappone il 15 agosto 1945; 473,000 di essi furono rimpatriati, 55,000 morirono nella prigionia sovietica, mentre il destino dei restanti è ancora oggi sconosciuto. Presumibilmente, molti di loro furono deportati in Cina o in Corea del Nord, costretti al lavoro forzato o al servizio come soldati. La disputa delle isole Curili è una fonte di sentimento anti-giapponese contemporaneo in Russia.

## Americhe

### Canada
Così come nei paesi in cui c'era una significativa immigrazione giapponese, il sentimento anti-giapponese in Canada si intensificò nel XX secolo, con la formazione di organizzazioni anti-immigrazione come la Asiatic Exclusion League in risposta all'immigrazione giapponese e asiatica. Anche rivolte anti-giapponesi e anti-cinesi scoppiarono frequentemente. Durante la seconda guerra mondiale, i nippo-canadesi furono internati come le loro controparti americane. Il risarcimento finanziario per gli internati sopravvissuti fu infine pagato nel 1988 dal governo di Brian Mulroney.

### Brasile
Analogamente all'Argentina e all'Uruguay, l'élite brasiliana nel XIX e XX secolo desiderava lo sbiancamento razziale del paese. Il paese se di fatto ha incoraggiato l'immigrazione europea, l'immigrazione non bianca ha da sempre affrontato una reazione negativa. Le comunità di immigrati giapponesi erano viste come un ostacolo allo sbiancamento del Brasile, tra le altre preoccupazioni, venivano viste come particolarmente tendenziose da formare ghetti e con alti tassi di endogamia. Oliveira Viana, un giurista, storico e sociologo brasiliano descrisse gli immigrati giapponesi nel seguente modo: "Sono come lo zolfo, insolubile". La rivista brasiliana O Malho nella sua edizione del 5 dicembre 1908, emise un'accusa sugli immigrati giapponesi con la seguente legenda: "Il governo di San Paolo è testardo. Dopo il fallimento della prima immigrazione giapponese, ha contrattato 3,000 asiatici. Insiste nel dare al Brasile una razza diametralmente opposta alla nostra".
Il 22 ottobre 1923, il rappresentante Fidélis Reis produsse un disegno di legge sull'ingresso degli immigrati, il cui quinto articolo afferma che "L'ingresso di coloni della razza nera in Brasile è proibito. Mentre per gli immigrati asiatici sarà consentito l'ingresso nel paese solo ogni anno e con un numero pari al 5% di quelli già residenti".
Prima della seconda guerra mondiale, il governo del presidente Getúlio Vargas avviò un processo di assimilazione forzata delle persone di origine immigrata in Brasile. Nel 1933, un emendamento costituzionale fu approvato da una grande maggioranza e stabilì le quote di immigrazione senza menzionare la razza o la nazionalità, proibì inoltre la concentrazione della popolazione di immigrati. Ai sensi del testo, il Brasile non poteva più ricevere del 2% del numero totale delle persone immigrate di ogni nazionalità che erano state ricevute negli ultimi 50 anni. Solamente i portoghesi furono esclusi da queste restrizioni. Le misure preventive non influenzarono l'immigrazione di europei come italiani e spagnoli, che erano già entrati in gran numero e il cui flusso migratorio era in calo. Tuttavia, le quote di immigrazione che rimasero in vigore fino agli anni 1980, limitarono sia l'immigrazione giapponese che quella coreana e cinese.
Quando il Brasile si schierò con gli Alleati e dichiarò guerra al Giappone nel 1942, tutte le comunicazioni con il Giappone furono interrotte, l'ingresso di nuovi immigrati giapponesi fu proibito e molte restrizioni colpirono i nippo-brasiliani. I giornali giapponesi e l'insegnamento della lingua giapponese nelle scuole brasiliane furono vietati, il che lasciò il portoghese come unica opzione linguistica per i discendenti giapponesi. Poiché molti immigrati giapponesi non capivano il portoghese, divenne estremamente difficile per loro ottenere informazioni extra-comunitarie. Nel 1939, la Estrada de Ferro Noroeste do Brasil a San Paolo ha condotto una ricerca in cui ha dimostrato che l'87,7% dei nippo-brasiliani leggeva i giornali in lingua giapponese, un tasso di alfabetizzazione molto più elevato rispetto alla popolazione generale dell'epoca. I nippo-brasiliani non potevano viaggiare senza un salvacondotto rilasciato dalla polizia, le scuole giapponesi erano chiuse e i ricevitori radio furono confiscati per impedire trasmissioni su onde corte dal Giappone. La merce delle aziende giapponesi furono confiscate e diverse aziende di origine giapponese hanno avuto interventi da parte del governo. Ai nippo-brasiliani era proibito guidatore veicoli a motore e i conducenti impiegati dai giapponesi dovevano avere il permesso della polizia. Migliaia di immigrati giapponesi furono arrestati o deportati dal Brasile con l'accusa di spionaggio.
Nel 1942, la comunità giapponese che introdusse la coltivazione del pepe a Tomé-Açu, nello stato federato del Pará, fu praticamente trasformata in un campo di internamento. In quel periodo, Carlos Martins Pereira e Souza, ambasciatore brasiliano a Washington incoraggiò il governo del Brasile a trasferire tutti i giapponesi brasiliani in campi di internamento senza la necessità di assistenza legale, così come venne fatto con l'internamento dei giapponesi negli Stati Uniti. Tuttavia, nessun sospetto di attività giapponese contro la sicurezza nazionale fu mai confermato.
Il 10 luglio 1943, circa 10.000 immigrati giapponesi, tedeschi e italiani che vivevano a Santos avevano 24 ore per allontanarsi dalla costa brasiliana. La polizia agì senza alcun preavviso. Circa il 90% delle persone sfollate erano di etnia giapponese. Per risiedere nelle zone costiere, i giapponesi dovevano essere in possesso di un salvacondotto.
Anche dopo la fine della seconda guerra mondiale, il sentimento anti-giapponese persistette in Brasile. Nel dopoguerra, fu fondata Shindo Renmei, un'organizzazione terroristica composta da immigrati giapponesi il quale uccisero i nippo-brasiliani che avevano accettato la resa giapponese. Gli atti di violenza commessi da questa organizzazione aumentarono il sentimento anti-giapponese in Brasile e causarono diversi conflitti violenti tra brasiliani e nippo-brasiliani. Durante l'Assemblea Nazionale Costituente del 1946, Miguel Couto Filho, rappresentante di Rio de Janeiro, propose un emendamento alla Costituzione in cui recita: "È vietato l'ingresso di immigrati giapponesi di qualsiasi età e origine nel paese". Nella votazione finale, ci fu un pareggio con 99 voti favorevoli e 99 contrari. Il senatore Fernando de Melo Viana, che ha presieduto alla sessione dell'assemblea costituente, ebbe il voto decisivo e respinse l'emendamento costituzionale. Per un solo voto, l'immigrazione di giapponesi in Brasile non fu proibita dalla Costituzione brasiliana del 1946.
Nella seconda metà degli anni 2010, un certo sentimento anti-giapponese ritornò a manifestarsi in Brasile. Jair Bolsonaro, presidente del Brasile, fu accusato di aver fatto dichiarazioni considerate discriminatorie nei confronti del popolo giapponese, il quale hanno generato ripercussioni sulla stampa e nella comunità nippo-brasiliana. Nel 2020, probabilmente a causa della pandemia di COVID-19, sono stati segnalati alcuni episodi di xenofobia e abusi ai nippo-brasiliani in città come San Paolo e Rio de Janeiro.

## Asia

### Cina

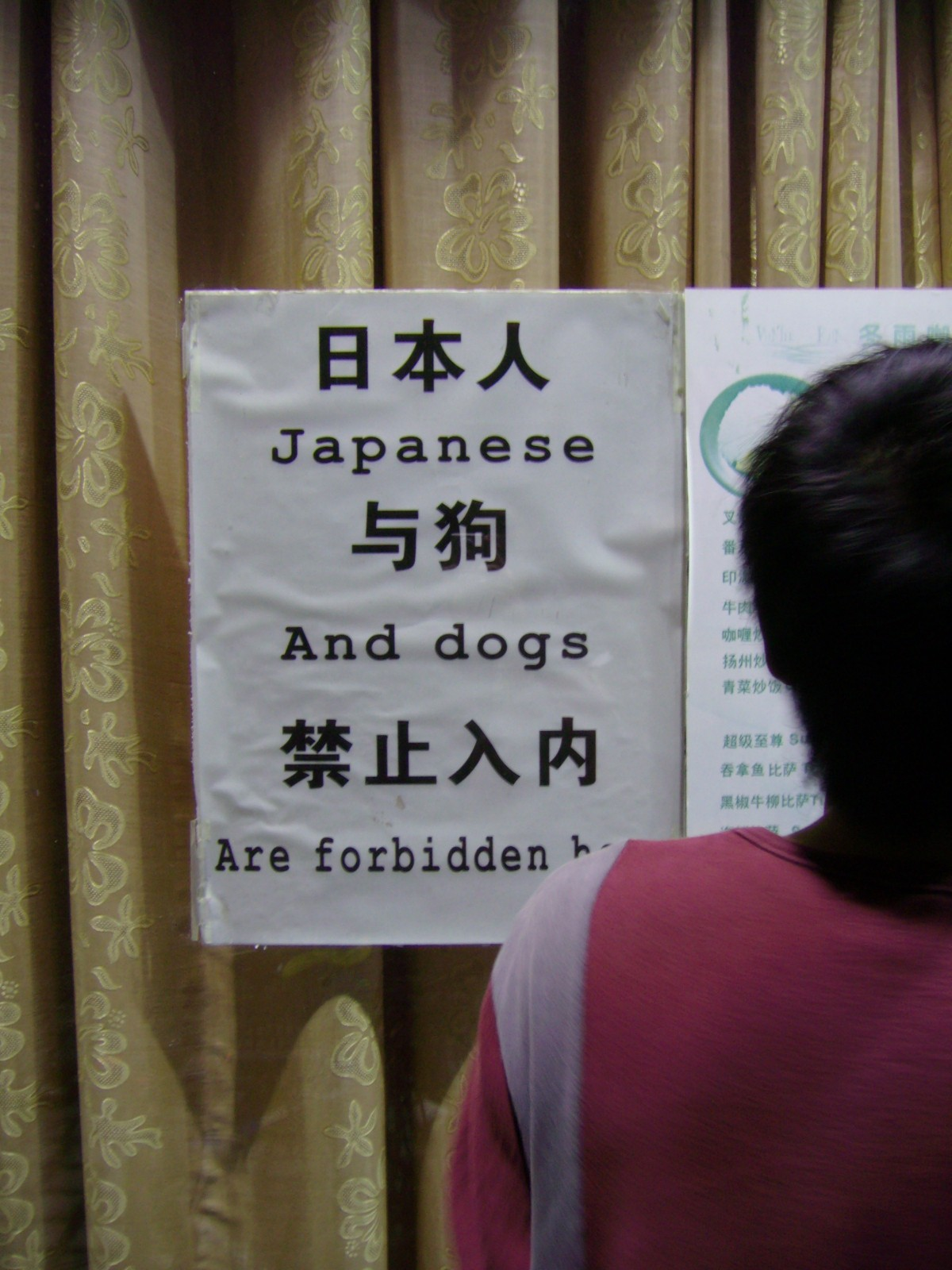
Dichiarazione anti-giapponese in cui è scritto che "Giapponesi e cani sono proibiti qui", il cartello è di un ristorante a Canton.

Il sentimento anti-giapponese si fa sentire fortemente in Cina, la diffidenza e l'ostilità nei confronti del Giappone e del suo popolo sono molto diffusi in Cina. La nippofobia è un fenomeno che risale soprattutto alla seconda metà dell'Ottocento (precisamente dal 1868). In quel periodo, così come molte potenze occidentali durante l'epoca dell'imperialismo, il Giappone negoziò trattati che spesso portarono all'annessione di terre dalla Cina verso la fine della dinastia Qing. L'insoddisfazione per gli insediamenti giapponesi e le Ventuno richieste da parte del governo giapponese portarono ad un serio boicottaggio dei prodotti giapponesi in Cina.
Ancora oggi, il rancore persiste in Cina per le atrocità commesse durante la seconda guerra sino-giapponese e per le azioni del dopoguerra del Giappone, in particolare la mancanza di un riconoscimento diretto di tali atrocità, l'impiego da parte del governo giapponese di noti criminali di guerra e il revisionismo storico giapponese nei libri di testo. Nella scuola elementare cinese, ai bambini vengono insegnati in dettaglio i crimini di guerra giapponesi. Ad esempio, migliaia di bambini vengono portati al Museo della Guerra di Resistenza del Popolo cinese contro l'aggressione giapponese a Pechino dalle loro scuole elementari, sono inoltre tenuti a vedere le foto delle atrocità di guerra, tali fotografie mostrano i documenti dell'esercito giapponese che costringe i lavoratori cinesi al lavoro in tempo di guerra, il massacro di Nanchino e l'uso delle donne di conforto. Dopo aver visto il museo, l'odio dei bambini per il popolo giapponese è aumentato in modo significativo. Nonostante il tempo trascorso dalla fine della guerra, le discussioni sulla condotta giapponese durante la guerra possono ancora evocare emozioni forti oggi, in parte perché la maggior parte dei giapponesi è consapevole di ciò che è accaduto durante la guerra, sebbene la loro società non si sia mai impegnata in un processo di introspezione come invece ha fatto la Germania dopo l'Olocausto.
Dunque, l'utilizzo di simboli militari giapponesi sono ancora oggi controversi in Cina, come lo scandalo della cantante pop cinese Zhao Wei in cui fu vista indossare un abito che presentava la bandiera del Sole Nascente mentre stava posando per un servizio fotografico di una rivista di moda nel 2001. Le reazioni di massa non tardarono ad arrivare su Internet, tra cui una lettera che chiedeva scuse pubbliche fu diffusa da un sopravvissuto al massacro di Nanchino, la cantante fu persino attaccata.
Secondo un sondaggio condotto dalla BBC World Service nel 2017, ha riportato che solo il 22% dei cinesi vede positivamente l'influenza del Giappone mentre il 75% esprime un'opinione negativa, rendendo la Cina la nazione più anti-giapponese al mondo. Nei sondaggi del 2011 e del 2013 l'opinione negativa era rispettivamente di 71% e 90%.
Di recente, i nippofili cinesi vengono spesso chiamati dai nazionalisti "Hanjian" (che significa "traditori") o "Jingri".

### Indonesia
In un comunicato stampa, l'ambasciata del Giappone in Indonesia ha dichiarato che gli episodi di discriminazione e molestie nei confronti dei giapponesi erano aumentati e probabilmente in parte correlati alla pandemia di COVID-19 nel 2020, ha anche annunciato di aver istituito un centro di assistenza per assistere i residenti giapponesi nell'affrontare tali incidenti. In generale, ci sono state segnalazioni di diffuse discriminazioni e molestie anti-giapponesi nel paese, con alberghi, negozi, ristoranti, servizi di taxi e altri clienti giapponesi che venivano rifiutati, inoltre molti giapponesi non erano più ammessi a riunioni e conferenze. L'ambasciata del Giappone ricevette almeno una dozzina di segnalazioni di molestie nei confronti dei giapponesi in pochi giorni. Secondo il Ministero degli affari esteri del Giappone, il sentimento anti-giapponese e la discriminazione sono aumentati in Indonesia.

### Corea
La questione del sentimento anti-giapponese in Corea risulta essere complessa e sfaccettata. Gli atteggiamenti anti-giapponesi nella penisola coreana risalgono ai tempi delle incursioni dei Wokou e alla Guerra Imjin, tale sentimento si intensificò maggiormente durante il periodo della Corea giapponese che durò dal 1910 al 1945, ma anche nel dopoguerra quando il Giappone fece il revisionismo storico nei libri di testo mascherando alcuni dettagli della seconda guerra mondiale.
Ancora oggi, le questioni delle controversie sui libri di testo di storia giapponese, la politica giapponese riguardo alla guerra e le dispute geografiche tra i due paesi perpetuano quel sentimento, le dispute su queste controversie spesso vengono dibattute anche tra utenti giapponesi e sudcoreani su Internet. La Corea del Sud, insieme alla Cina continentale, può essere considerata tra le società più intensamente anti-giapponesi del mondo. Tra tutte le nazioni che parteciparono al sondaggio di BBC World Service nel 2007 e nel 2009, la Corea del Sud e la Repubblica popolare cinese furono le uniche la cui maggioranza valutò negativamente il Giappone.
Oggi, con il termine "Chinilpa" viene associato al sentimento anti-giapponese in Corea del Sud, ed è spesso usato come termine dispregiativo per i coreani nippofili.
Il sentimento anti-giapponese può a volte essere visto anche nei media coreani. Come ad esempio, con la light novel molto popolare, Solo Leveling in cui i personaggi giapponesi appaiono come antagonisti che hanno intenzioni maligne e vogliono ferire il protagonista coreano. Tuttavia, la versione Webtoon modifica significativamente le rappresentazioni dei personaggi giapponesi, anche se non completamente, al fine di evitare di sconvolgere i lettori non coreani.

### Filippine

Un ritaglio di giornale della propaganda anti-giapponese che fa riferimento alla marcia della morte di Bataan, nel 1942, la tragedia suscitò indignazione in tutto il mondo.

Il sentimento anti-giapponese nelle Filippine ebbe origine durante l'occupazione giapponese del paese nella seconda guerra mondiale. Si stima che un milione di filippini su una popolazione di 17 milioni furono uccisi durante la guerra mentre molti rimasero feriti. Quasi ogni famiglia filippina fu colpita dalla guerra in qualche modo. In particolare, nella città di Candaba, i sopravvissuti raccontarono il periodo dell'occupazione giapponese, di come gli uomini filippini vennero massacrati mentre decine di donne furono radunate per essere utilizzate come donne di conforto. Oggi, le relazioni tra le Filippine e il Giappone sono pacifiche. Inoltre, i filippini non sono generalmente offesi come i cinesi o i coreani dall'affermazione di alcuni ambienti che le atrocità ricevono poca o nessuna attenzione nelle aule giapponesi. Questo atteggiamento è il risultato derivato dagli aiuti giapponesi inviati alle Filippine durante gli anni 1960 e 1970.
Nella regione del Davao, sull'isola di Mindanao, si era insediata una grande comunità di immigrati giapponesi che agiva come una quinta colonna, accoglieva gli invasori giapponesi durante la guerra. I giapponesi erano odiati dai Moro e dai cinesi. I juramentadoss mori fecero molti attacchi suicidi contro i giapponesi, nessun Moro juramentado attaccò mai i cinesi, visto che non erano considerati nemici dei Moro, a differenza dei giapponesi.
Secondo un sondaggio condotto dalla BBC World Service nel 2011, ha riportato che l'84% dei filippini vede positivamente l'influenza del Giappone mentre il 12% esprime un'opinione negativa, rendendo le Filippine una delle nazioni più a favore del Giappone.

### Singapore
La generazione più anziana dei singaporiani nutre ancora oggi un certo risentimento nei confronti del Giappone a causa delle loro esperienze nella seconda guerra mondiale, quando Singapore era sotto l'occupazione giapponese, ma in seguito allo sviluppo di buoni legami economici tra i due paesi, Singapore sta attualmente avendo una relazione positiva con il Giappone.

### Taiwan

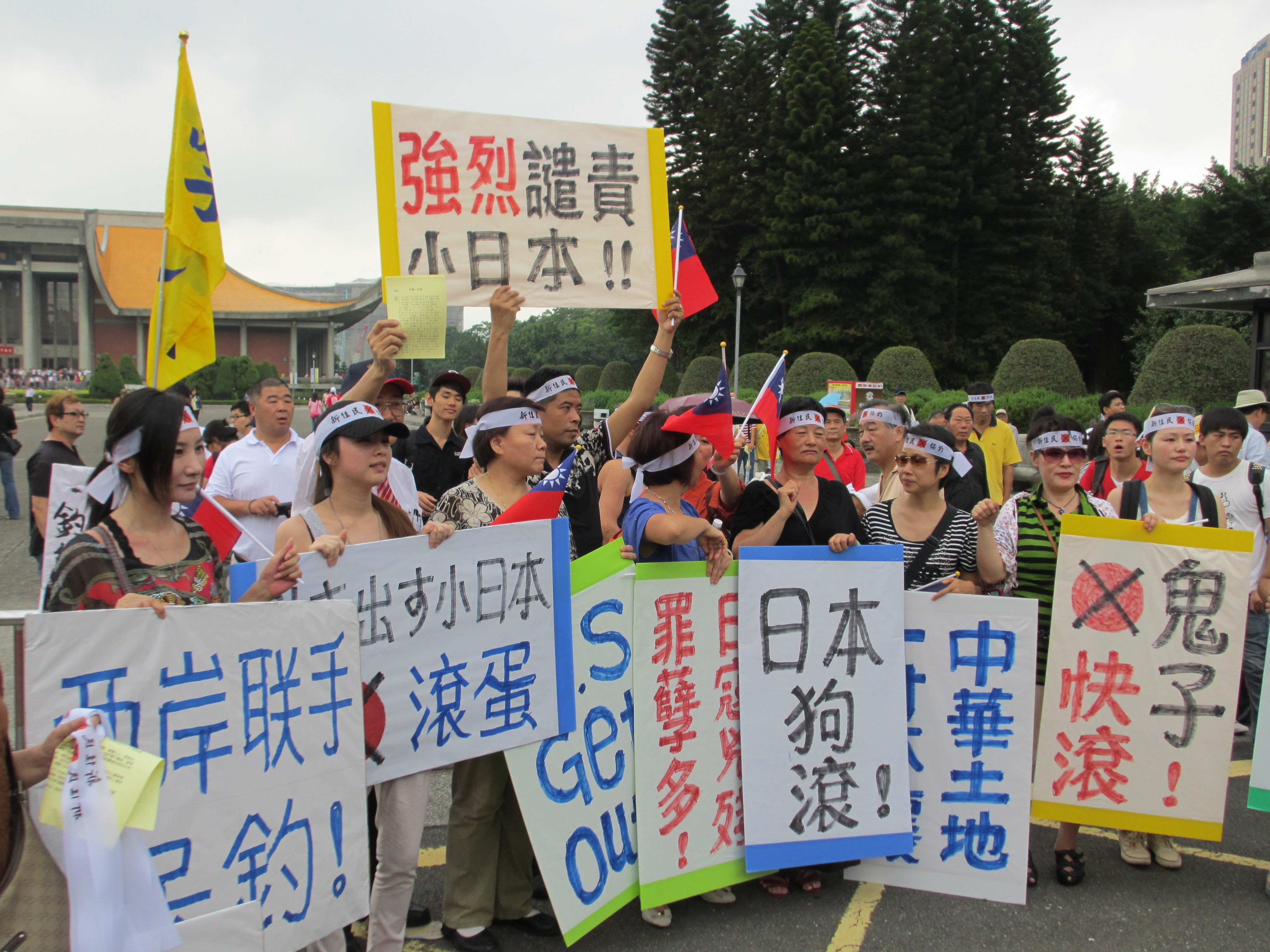
Manifestanti taiwanesi che mostrano cartelli su cui è scritto che "i giapponesi sono diavoli" e vogliono che se ne "vadano" dalle isole Senkaku dopo l'escalation della disputa nel 2012.

Il Kuomintang, abbreviato in KMT, nel 1940, acquisì molta influenza in Taiwan durante il periodo dell'occupazione giapponese, aveva un forte sentimento anti-giapponese e cercò di sradicare le tracce della cultura giapponese a Taiwan.
Durante le manifestazioni anti-giapponesi del 2005 nell'Asia orientale, Taiwan rimase notevolmente più tranquilla rispetto alla Cina o alla Corea, le relazioni tra Taiwan e il Giappone furono considerate ai massimi storici. Tuttavia, la vittoria del KMT nel 2008 è stata seguita da un incidente nautico il quale ha causato delle morti taiwanesi, che a sua volta ha provato delle tensioni recenti. Alcuni funzionari taiwanesi iniziarono a parlare delle dispute territoriali storiche riguardanti le isole Senkaku, che portarono ad un aumento del sentimento anti-giapponese.

### Thailandia
La nippofobia si era già diffusa tra i manifestanti studenteschi thailandesi che erano favorevoli alla democrazia negli anni 1970. I manifestanti videro l'ingresso delle compagnie giapponesi nel paese, accolte dall'esercito thailandese, come un'invasione economica. Da allora il sentimento anti-giapponese nella Thailandia è diminuito.

## Oceania

### Australia

Un manifesto di propaganda australiana del 1942 che si riferisce alla possibile minaccia di un'invasione giapponese. Questo poster quando fu pubblicato venne considerato allarmista, per questo, fu vietato dal governo del Queensland.

In Australia durante la fine del XIX secolo, la politica dell'Australia bianca fu in parte ispirata dai timori che se un gran numero di immigrati asiatici fosse stato permesso entrare nel paese, avrebbero avuto un effetto grave e negativo sul tenore di vita degli australiani come i salari, i guadagni dei piccoli imprenditori e altri elementi. Tuttavia, un numero significativo di immigrati giapponesi arrivò in Australia prima del Novecento, forse in modo più significativo nella cittadina di Broome.
Alla fine degli anni 1930, gli australiani temevano che l'Impero giapponese potesse espandersi nel sud-est asiatico e nel Pacifico, forse persino ad un'ipotetica invasione dell'Australia stessa. Nel 1938, tutto ciò portò al divieto delle esportazioni di minerali ferrosi verso il Giappone imperiale.
Durante la seconda guerra mondiale, le atrocità furono spesso commesse agli australiani che si arresero (o tentarono di arrendersi) ai soldati giapponesi, come ad esempio la decapitazione di Leonard Siffleet, che fu fotografato l'attimo prima di morire, ci furono inoltre anche episodi di cannibalismo e l'abbattimento dei paracadute dei piloti espulsi. Il sentimento antigiapponese fu provocato in particolare in seguito all'affondamento della nave ospedale Centaur (verniciata di bianco e con segni della Croce Rossa) dove morirono 268 persone. Anche il terribile trattamento dei prigionieri di guerra australiani fu un fattore chiave della nippofobia durante la seconda guerra mondiale, con oltre 2.800 prigionieri di guerra che furono lasciati morire sulla Ferrovia di Burma.
Secondo un sondaggio condotto dalla BBC World Service nel 2017, ha riportato che il 78%% degli australiani vede positivamente l'influenza del Giappone mentre il 17% esprime un'opinione negativa, dal secondo dopoguerra il sentimento antigiapponese è calato in Australia.

## Controversie sul santuario Yasukuni
Il santuario Yasukuni è un santuario shintoista a Tokyo. Si tratta del luogo di sepoltura di migliaia di soldati non solo giapponesi, ma anche coreani e taiwanesi uccisi in diverse guerre, soprattutto nella seconda guerra mondiale. Il santuario comprende 13 criminali di guerra come Hideki Tōjō e Kōki Hirota, che furono condannati e giustiziati per i ruoli che assunsero, durante le invasioni giapponesi della Cina, Corea e di altre parti dell'Asia orientale dopo la loro remissione ai sensi del trattato di San Francisco.
Negli ultimi anni, il santuario Yasukuni è diventato un punto critico nelle relazioni tra il Giappone e i suoi vicini. La consacrazione dei criminali di guerra fece irritare notevolmente i vari paesi invasi dal Giappone imperiale. Inoltre, il santuario pubblicò un opuscolo in cui si affermava che: "La guerra era necessaria al fine di proteggere l'indipendenza del Giappone e di prosperare insieme ai nostri vicini asiatici" e che i criminali di guerra erano stati "crudelmente e ingiustamente processati come criminali di guerra da un tribunale fittizio delle forze alleate". Così è vero che l'equità di questi processi è contestata ancora oggi tra giuristi e storici in Occidente e in Giappone, l'ex primo ministro del Giappone, Junichiro Koizumi visitò il santuario cinque volte; ogni visita gli causò un enorme tumulto in Cina e Corea del Sud. Il suo successore, Shinzō Abe, fu anche lui un assiduo frequentatore di Yasukuni. Alcuni politici giapponesi risposero ai dissapori dicendo che il santuario, così come le visite ad esso, è protetto dal diritto costituzionale della libertà di religione. Quando a settembre 2007, Yasuo Fukuda fu eletto primo ministro, egli promise di non visitare Yasukuni.

## Nella cultura di massa
Il sentimento antigiapponese ha trovato espressione anche nelle arti: ad esempio Gianluca Di Fratta scrive, al riguardo del fumetto, «il modello nippofobo, sia narrativo sia iconografico, perdura almeno fino alla metà degli anni Cinquanta in un'innumerevole serie di realizzazioni a fumetti che riflettono gli schemi del cinema americano di tipo bellico, attraverso le eroiche imprese dei vari settori dell'esercito statunitense alle prese con giapponesi stupidamente efferati e crudeli».
Nel cinema statunitense, sia attraverso pellicole antigiapponesi come E la vita continua (di Jean Negulesco) o Arcipelago in fiamme, sia in film più recenti, si manifesta un atteggiamento critico o distaccato verso questo sentimento (come Sol levante, 1941: Allarme a Hollywood).
Il sentimento anti-giapponese può anche essere visto nei film di guerra che sono attualmente prodotti e trasmessi nella Cina continentale. Più di 200 film anti-giapponesi furono prodotti in Cina solo nel 2012. Il governo cinese vietò la proiezione del film Guizi Lai Le perché raffigurava un soldato giapponese amichevole con gli abitanti dei villaggi cinesi.